# Anoplosceles nigripunctata
Anoplosceles nigripunctata là một loài bướm đêm trong họ Geometridae.